# Acquisition des langues étrangères
Pour un article plus général, voir Langue étrangère.
 (août 2023).
 (août 2008).
Si vous disposez d'ouvrages ou d'articles de référence ou si vous connaissez des sites web de qualité traitant du thème abordé ici, merci de compléter l'article en donnant les références utiles à sa vérifiabilité et en les liant à la section « Notes et références ».
L'acquisition des langues étrangères est une science humaine appliquée qui réunit des aspects théoriques de la psychologie et de la linguistique. L'objet de cette discipline est l'étude des facteurs influençant l'acquisition d'une langue seconde ou langue étrangère ; ces différents facteurs étant linguistiques, cognitifs et socio-psychologiques.

## Questions au cœur du domaine
Les principaux points du domaine sont :
- Le rôle de la langue maternelle dans l'apprentissage d'une langue seconde.
- L'acquisition d'une langue seconde pour un sourd.
- L'influence de l'acquisition d'une langue seconde sur la réussite scolaire.
- L'importance de l'enseignant dans l'apprentissage d'une langue seconde.
- La possibilité d'accélérer le développement d'une langue seconde.
- Les principales différences entre la classe de langue et le milieu naturel.
- La similarité des processus enclenchés lors de l'acquisition d'une langue seconde et des langues subséquentes.
- Les caractéristiques des apprenants les plus doués.
- L'existence d'une période critique dans l'acquisition d'une langue seconde.

## Quelques distinctions et notions essentielles
Les principales distinctions et notions sont :
- l'oral et l'écrit
- l'acquisition et la didactique
- la langue seconde et la langue étrangère
- l'aisance et la précision
- l'input et l'output
- le milieu naturel
- le langage modulé
- le transfert

## Principaux paradigmes de recherche
Les principaux paradigmes de recherche sont :
Dans la psychologie :
- le béhaviorisme
- la psychologie cognitive
- les Modèles de traitement de l'information
- les Modèles connexionnistes
- le constructivisme et le socio-constructivisme

Dans la linguistique :
- le structuralisme
- la générativisme

## Principales théories et hypothèses
Les principales théories et hypothèses sont :
- l'analyse contrastive
- le traitement de l'erreur
- les stades d'apprentissage
- la période critique
- l'Interlangue
- l'acculturation
- la pidginisation
- la grammaire universelle
- l'innéisme

## Chercheurs influents dans le domaine
- Lev Semenovich Vygotsky (1896-1934)
- Avram Noam Chomsky (1928-)
- Stephen D. Krashen (1941-)
- Charles F. Fries
- Robert Lado (1915-1995)
- John H. Schumann
- Larry Selinker (1937-)
- Stephen Pit Corder

## Facteurs individuels de l'acquisition

### Facteurs cognitifs
- l'Intelligence
- les intelligences multiples
- les Aptitudes
- les Styles cognitifs
- la Personnalité
- les Stratégies d'apprentissage

### Facteurs socio-affectifs
Les facteurs sociaux-affectifs peuvent être :
- l'Attitude et la motivation
- le Filtre affectif

## Acquisition des différents aspects du langage
- Acquisition de la prononciation
- Acquisition de la phonologie
- Acquisition de la morphologie
- Acquisition de la syntaxe
- Acquisition de la sémantique
- Acquisition de la pragmatique
- Acquisition du vocabulaire
- Acquisition des codes socio-culturels et du savoir-être

#### Linguistes spécialisés
- Anna Vainikka
- Martha Young-Scholten